# Пошкус Олександр Адамович
Олекса́ндр Ада́мович По́шкус (1901—1962) — радянський воєначальник, генерал-майор танкових військ (1943).

## Життєпис
Народився в Ризі, нині — столиця Латвії. Латвієць. У 1914 році закінчив 4-класне початкове училище, працював слюсарем.
У липні 1918 року добровільно вступив до лав Червоної армії: гвардієць революційної охорони Виборзького району Петрограду. З грудня 1919 року — курсант 1-х Петроградських артилерійських командних курсів.
У 1920—1921 роках брав участь у боях на Південному фронті проти військ П. М. Врангеля і Н. І. Махна. Член РКП(б) з 1920 року.
З січня 1921 року — курсант 7-х Севастопольських артилерійських командних курсів. Після закінчення курсів у травні того ж року залишений при курсах: ад'ютант дивізіону, командир взводу.
З травня 1922 року — слухач Вищої артилерійської школи командного складу. Після її закінчення у вересні того ж року — командир взводу 7-х Севастопольських артилерійських командних курсів.
Протягом 1925—1931 років — на командних посадах у 4-й Київській артилерійській школі командного складу: з 25 січня 1925 року — командир взводу, з 1 жовтня 1925 року — помічник командира батареї, з 1 жовтня 1926 року — командир батареї.
З 30 квітня 1931 року — командир навчального дивізіону 7-го корпусного артилерійського полку.
З 1 лютого 1933 по 7 червня 1937 року навчався на командному факультеті Військової академії механізації і моторизації РСЧА (ВАММ).
У червні 1937 року призначений помічником начальника Саратовського Червонопрапорного бронетанкового училища з навчально-стройової частини. Протягом серпня 1937 — березня 1938 років тимчасово виконував обов'язки начальника училища.
15 вересня 1938 року звільнений з лав РСЧА за ст. 43а, проте вже за рік, 6 жовтня 1939 року, відновлений у лавах РСЧА. Від того ж часу — молодший викладач кафедри тактики ВАММ. З 18 червня 1941 року — викладач кафедри служби тилу ВАММ.
Учасник німецько-радянської війни з червня 1942 року: з 30 червня 1942 року — в.о. заступника начальника автобронетанкового відділу 8-ї резервної армії; з 16 липня 1942 року — начальник штабу 28-го танкового корпусу (з 18 вересня 1942 року — 4-й механізований корпус, з 18 грудня 1942 року — 3-й гвардійський механізований корпус).
На початку вересня 1943 року відкликаний з фронту і призначений начальником кафедри тактики Військової академії бронетанкових і механізованих військ (ВА БТіМВ). З 28 травня 1946 року — начальник штабу 10-ї механізованої армії. З 25 березня 1947 року — начальник кафедри тактики ВА БТіМВ. З 16 травня 1951 року — начальник командного факультету ВА БТіМВ.
14 липня 1961 року генерал-майор танкових військ О. А. Пошкус вийшов у відставку. Мешкав у Москві, де й помер. Похований на Введенському кладовищі.

## Нагороди
- орден Леніна (21.02.1945);
- три ордени Червоного Прапора (08.02.1943, 03.11.1944, 15.11.1950);
- орден Кутузова 2-го ступеня (30.05.1944);
- медалі.

## Військові звання
- капітан (Наказ НКО № 01371 від 13.01.1936);
- майор (Наказ НКО № 2407 від 07.06.1937);
- підполковник (Наказ НКО № 00343 від 27.06.1941);
- генерал-майор танкових військ (Постанова РНК СРСР № 643 від 07.06.1943).